# Марјан Чакаревић
Марјан Чакаревић је српски песник. Рођен је 1978. године у Чачку. Дипломирао је на Филолошком факултету у Београду на одсеку са Српску књижевност и језика са општом књижевношћу. Члан је уредништва часописа Поља од 2014. године.

## Дела
Објављивљане књиге поезије: Параград (1999), Систем (2011), Језик (2014), Ткива (2016) Пише и књижевну критику и есејистику. Објављује у домаћим и регионалним часописима. Био је члан жирија за доделу Нинове награде 2019. године.

## Награде
- За збирку поезије Језик добио је награду Мирослав Антић.

Најпрестижнију награду за поезију Бранко Миљковић добио је 2017. године за збирку поезије Ткива.